# 天棓增三
武仙座88，又名BD+48 2581，HD 162732、SAO 46997、HR 6664，是武仙座的一颗恒星，视星等为6.68，位于銀經75.36，銀緯29.82，其B1900.0坐标为赤經17h 47m 26.3s，赤緯+48° 29.82′ 16″。